# رئیس دفتر رئیس‌جمهور ایالات متحده آمریکا
رئیس دفتر رئیس‌جمهور ایالات متحده آمریکا یا رئیس کارکنان کاخ سفید بلندپایه‌ترین کارمند در کاخ سفید است.
این مقام بلندپایه ابتدا با عنوان دستیار رئیس جمهور به سال ۱۹۴۶م تأسیس، و با دو عنوان رسمی قابل خطاب بود: دستیار رئیس‌جمهور و رئیس دفتر، اما سپس در سال ۱۹۶۱م رئیس دفتر کاربرد چشمگیری پیدا نمود، و عنوان اصلی این مقام بلندپایه دولتی گردید. لازم است ذکر شود عنوان رئیس دفتر رئیس‌جمهور جایگزین امروزی‌تر و پرکاربردترین اطلاق بر منصب منشی خصوصی رئیس‌جمهور که به‌طور مستقیم توسط رئیس‌جمهور ایالات متحده آمریکا منصوب می‌شود، و دیگر نیازی به پروسهٔ دامنگیر کسب رأی اعتماد مجلس سنای ایالات متحده آمریکا بزرگ را ندارد.
همچنین رئیس کارکنان کاخ سفید (رئیس دفتر رئیس‌جمهور) ریاست دفتر اجرایی رئیس جمهور ایالات متحده را بر عهده دارد. این سمت نیز از جمله مقامات و دستیاران ارشد رئیس جمهور بشمار می‌آید. در حال حاضر جف زینتس (۸ فوریه ۲۰۲۳) به عنوان رئیس دفتر رئیس‌جمهور جو بایدن، رئیس‌جمهور ایالات متحده آمریکا متصدی این مقام بلندپایه می‌باشد.

## فهرست روسای دفتر رئیس‌جمهور ایالات متحده آمریکا
| رئیس کارکنان      | رئیس کارکنان | رئیس کارکنان       | رئیس کارکنان                    | دوره فعالیت                      | حزب                                  | رئیس‌جمهور                      |
| ----------------- | ------------ | ------------------ | ------------------------------- | -------------------------------- | ------------------------------------ | ------------------------------ |
|                   | ۱            | John Steelman      | John Steelman (1900–1999)       | ۱۲ دسامبر ۱۹۴۶ – ۲۰ ژانویه ۱۹۵۳  | دموکرات                              | هری ترومن (1945–1953)          |
|                   | ۲            | Sherman Adams      | Sherman Adams (1899–1986)       | ۲۰ ژانویه ۱۹۵۳ – ۷ اکتبر ۱۹۵۸    | جمهوری‌خواه                           | دوایت آیزنهاور (1953–1961)     |
|                   | ۳            |                    | Wilton Persons (1896–1977)      | ۷ اکتبر ۱۹۵۸ – ۲۰ ژانویه ۱۹۶۱    | جمهوری‌خواه                           | دوایت آیزنهاور (1953–1961)     |
|                   | [Note]       | Kenneth O'Donnell  | Kenneth O'Donnell (1924–1977)   | ۲۰ ژانویه ۱۹۶۱ – ۲۲ نوامبر ۱۹۶۳  | دموکرات                              | جان اف. کندی (1961–1963)       |
|                   | [Note]       | Marvin Watson      | Marvin Watson (متولد ۱۹۲۴)      | ۲۲ نوامبر ۱۹۶۳ – ۲۶ آوریل ۱۹۶۸   | دموکرات                              | لیندون بی. جانسون (1963–1969)  |
|                   | [Note]       | James Robert Jones | James Robert Jones (متولد ۱۹۳۹) | ۲۶ آوریل ۱۹۶۸ – ۲۰ ژانویه ۱۹۶۹   | دموکرات                              | لیندون بی. جانسون (1963–1969)  |
|                   | ۴            | H. R. Haldeman     | H. R. Haldeman (1926–1993)      | ۲۰ ژانویه ۱۹۶۹ – ۳۰ آوریل ۱۹۷۳   | جمهوری‌خواه                           | ریچارد نیکسون (1969–1973)      |
| خالی              |              |                    |                                 |                                  |                                      | ریچارد نیکسون (1969–1973)      |
|                   | ۵            | Alexander Haig     | الکساندر هیگ (1924–2010)        | ۴ مه ۱۹۷۳ – ۲۱ سپتامبر ۱۹۷۴      | حزب جمهوری‌خواه (ایالات متحده آمریکا) | ریچارد نیکسون (1973–1974)      |
| جرالد فورد (1974) | ۵            | Alexander Haig     | الکساندر هیگ (1924–2010)        | ۴ مه ۱۹۷۳ – ۲۱ سپتامبر ۱۹۷۴      | حزب جمهوری‌خواه (ایالات متحده آمریکا) |                                |
|                   | ۶            | Donald Rumsfeld    | دونالد رامسفلد (متولد ۱۹۳۲)     | ۲۱ سپتامبر ۱۹۷۴ – ۲۰ نوامبر ۱۹۷۵ | جمهوری‌خواه                           | جرالد فورد (1974–1977)         |
|                   | ۷            | Dick Cheney        | دیک چینی (متولد ۱۹۴۱)           | ۲۰ نوامبر ۱۹۷۵ – ۲۰ ژانویه ۱۹۷۷  | جمهوری‌خواه                           | جرالد فورد (1974–1977)         |
| Vacant            | Vacant       | Vacant             | Vacant                          | Vacant                           | Vacant                               | جیمی کارتر (1977–1981)         |
|                   | ۸            | Hamilton Jordan    | هامیلتون جوردن (1944–2008)      | ۱۸ ژوئیه ۱۹۷۹ – ۱۱ ژوئن ۱۹۸۰     | دموکرات                              | جیمی کارتر (1977–1981)         |
|                   | ۹            | Jack Watson        | Jack Watson (متولد ۱۹۳۸)        | ۱۱ ژوئن ۱۹۸۰ – ۲۰ ژانویه ۱۹۸۱    | دموکرات                              | جیمی کارتر (1977–1981)         |
|                   | ۱۰           | James Baker        | جیمز بیکر (متولد ۱۹۳۰)          | ۲۰ ژانویه ۱۹۸۱ – ۴ فوریه ۱۹۸۵    | جمهوری‌خواه                           | رونالد ریگان (1981–1989)       |
|                   | ۱۱           | Donald Regan       | Donald Regan (1918–2003)        | ۴ فوریه ۱۹۸۵ – ۲۷ فوریه ۱۹۸۷     | جمهوری‌خواه                           | رونالد ریگان (1981–1989)       |
|                   | ۱۲           | Howard Baker       | هاوارد بیکر (1925–2014)         | ۲۷ فوریه ۱۹۸۷ – ۱ ژوئیه ۱۹۸۸     | جمهوری‌خواه                           | رونالد ریگان (1981–1989)       |
|                   | ۱۳           | Kenneth Duberstein | Kenneth Duberstein (متولد ۱۹۴۴) | ۱ ژوئیه ۱۹۸۸ – ۲۰ ژانویه ۱۹۸۹    | جمهوری‌خواه                           | رونالد ریگان (1981–1989)       |
|                   | ۱۴           | John Sununu        | جان سنونو (متولد ۱۹۳۹)          | ۲۰ ژانویه ۱۹۸۹ – ۱۶ دسامبر ۱۹۹۱  | جمهوری‌خواه                           | جرج هربرت واکر بوش (1989–1993) |
|                   | ۱۵           | Samuel Skinner     | Samuel Skinner (متولد ۱۹۳۸)     | ۱۶ دسامبر ۱۹۹۱ – ۲۳ اوت ۱۹۹۲     | جمهوری‌خواه                           | جرج هربرت واکر بوش (1989–1993) |
|                   | ۱۶           | James Baker        | جیمز بیکر (متولد ۱۹۳۰)          | ۲۳ اوت ۱۹۹۲ – ۲۰ ژانویه ۱۹۹۳     | جمهوری‌خواه                           | جرج هربرت واکر بوش (1989–1993) |
|                   | ۱۷           | Mack McLarty       | Mack McLarty (متولد ۱۹۴۶)       | ۲۰ ژانویه ۱۹۹۳ – ۱۷ ژوئیه ۱۹۹۴   | دموکرات                              | بیل کلینتون (1993–2001)        |
|                   | ۱۸           | Leon Panetta       | لئون پانه‌تا (متولد ۱۹۳۸)        | ۱۷ ژوئیه ۱۹۹۴ – ۲۰ ژانویه ۱۹۹۷   | دموکرات                              | بیل کلینتون (1993–2001)        |
|                   | ۱۹           | Erskine Bowles     | Erskine Bowles (متولد ۱۹۴۵)     | ۲۰ ژانویه ۱۹۹۷ – ۲۰ اکتبر ۱۹۹۸   | دموکرات                              | بیل کلینتون (1993–2001)        |
|                   | ۲۰           | John Podesta       | John Podesta (متولد ۱۹۴۹)       | ۲۰ اکتبر ۱۹۹۸ – ۲۰ ژانویه ۲۰۰۱   | دموکرات                              | بیل کلینتون (1993–2001)        |
|                   | ۲۱           | Andrew Card        | Andrew Card (متولد ۱۹۴۷)        | ۲۰ ژانویه ۲۰۰۱ – ۱۴ آوریل ۲۰۰۶   | جمهوری‌خواه                           | جرج دابلیو بوش (2001–2009)     |
|                   | ۲۲           | Joshua Bolten      | Joshua Bolten (متولد ۱۹۵۴)      | ۱۴ آوریل ۲۰۰۶ – ۲۰ ژانویه ۲۰۰۹   | جمهوری‌خواه                           | جرج دابلیو بوش (2001–2009)     |
|                   | ۲۳           | Rahm Emanuel       | رام امانوئل (متولد ۱۹۵۹)        | ۲۰ ژانویه ۲۰۰۹ – ۱ اکتبر ۲۰۱۰    | دموکرات                              | باراک اوباما (2009–2017)       |
|                   | [Ad interim] | Pete Rouse         | Pete Rouse (متولد ۱۹۴۶)         | ۱ اکتبر ۲۰۱۰ – ۱۳ ژانویه ۲۰۱۱    | دموکرات                              | باراک اوباما (2009–2017)       |
|                   | ۲۴           | Bill Daley         | ویلیام ام. دیلی (متولد ۱۹۴۸)    | ۱۳ ژانویه ۲۰۱۱ – ۲۷ ژانویه ۲۰۱۲  | دموکرات                              | باراک اوباما (2009–2017)       |
|                   | ۲۵           | Jack Lew           | جک لو (متولد ۱۹۵۵)              | ۲۷ ژانویه ۲۰۱۲ – ۲۰ ژانویه ۲۰۱۳  | دموکرات                              | باراک اوباما (2009–2017)       |
|                   | ۲۶           | Denis McDonough    | Denis McDonough (متولد ۱۹۶۹)    | ۲۰ ژانویه ۲۰۱۳ – ۲۰ ژانویه ۲۰۱۷  | دموکرات                              | باراک اوباما (2009–2017)       |
|                   | ۲۷           |                    | راینس پریبس (متولد ۱۹۷۲)        | ۲۰ ژانویه ۲۰۱۷ – ۲۸ ژوئیه ۲۰۱۷   | جمهوری‌خواه                           | دونالد ترامپ (2017–2021)       |
|                   | ۲۸           |                    | جان اف. کلی (متولد ۱۹۵۰)        | ۲۸ ژوئیه ۲۰۱۷ – ۲ ژانویه ۲۰۱۹    | مستقل                                | دونالد ترامپ (2017–2021)       |
|                   | ۳۰           |                    | ران کلین متولد(۱۹۶۱)            | ۲۰ ژانویه ۲۰۲۱ _ ۲۰ ژانویه ۲۰۲۵  | دموکرات                              | جو بایدن (2021-2025)           |

Note  De facto, as Appointments Secretary.
Ad interim  Pete Rouse served as ad interim White House Chief of Staff following the resignation of رام امانوئل and until the appointment of ویلیام ام. دیلی.